# اچ‌ام‌اس آتالانت (۱۷۹۷)
اچ‌ام‌اس آتالانت (۱۷۹۷) (به انگلیسی: HMS Atalante (1797)) یک کشتی است که طول آن ۹۹ فوت (۳۰٫۲ متر) می‌باشد. این کشتی در سال ۱۷۹۴ ساخته شد.